# Шарлът (окръг, Флорида)
Окръг Шарлът (на английски: Charlotte County) е окръг в щата Флорида, Съединени американски щати. Площта му е 2225 km², а населението - 141 627 души (2000). Административен център е град Пунта Горда.